# Фаблио
Фаблио (на френски: fabliau, от на латински: fabula, басня) е кратка комична или сатирична повест в градската литература на Франция от 12-и до началото на 14 век.
Основна черта на фаблиото е комизма на ситуацията и забавното повествование, като моралната поука и грубият хумор вървят ръка за ръка. Персонажи най-често са феодали и крепостни селяни, сластолюбиви свещеници и монаси, мъже-рогоносци и рицари. Фаблиото е близко до фарса по сюжет и идейна насоченост, като оказва влияние и върху формирането на ренесансовата новела.
Негови стилистически особености могат да се срещнат в творчеството на писатели като Анатол Франс, Джовани Бокачо, Жан дьо Лафонтен, Жан-Батист Молиер, Оноре дьо Балзак, Франсоа Рабле.